# 73 Cows
73 Cows é um documentário curta-metragem sobre Jay and Katja Wilde, fazendeiros na Inglaterra que deram seu rebanho de vacas de corte para o santuário animal Hillside e passaram a dedicar-se à agricultura orgânica e vegana. O filme foi dirigido e produzido por Alex Lockwood, e em 2019 venceu o prêmio de melhor curta-metragem na 72ª cerimônia do British Academy Film Awards (BAFTA).

## Principais prêmios e indicações

### BAFTA 2019(Reino Unido)
| Data da Cerimônia       | Categoria             | Recipiente    | Resultado |
| ----------------------- | --------------------- | ------------- | --------- |
| 10 de Fevereiro de 2019 | Melhor Curta-metragem | Alex Lockwood | Venceu    |